# Mixdorf
Mixdorf é um município da Alemanha, situado no distrito de Oder-Spree, no estado de Brandemburgo. Tem 13,03 km² de área, e sua população em 2019 foi estimada em 902 habitantes.